# Апатур
Апатур — античне місто Боспорського царства на березі Таманської затоки, у якому знаходилося головне святилище Афродіти Уранії. Місто зникло внаслідок підвищення рівня Чорного моря.
У 2008 році випадково виявлені залишки міста приблизно в 1 км від станиці Таманської Краснодарського краю на глибині 4 м, що ймовірно є історичним містом Апатур.

## Історія
Страбон вказує, що поселення Апатур, у якому було святилище Афродіти, знаходилося неподалік від міста Гермонасса. Те що поселення Апатур існувало в азійській частині Босфору підтверджували Пліній та Клавдій Птолемей. За назвою міста в 4 — 5 ст. до н. е. був названий також і лиман — Апатурон. На початку н. е. місто ймовірно занепало, позаяк Пліній згадує його, як місто-пустку. Ймовірно, що в римську добу Боспору, головним святилищем Афродіти було святилище в Фанагорії, а до того часу основним святилищем був Апатур.
В азійській частині Боспору культ Афродіти був значно поширений. В деяких містах існували фіаси (релігійні спільноти) в які об'єднувались прихильники культу Афродіти. В азійській частині Босфору Афродіта носила епітет — Апатура, який ніде більше не вживався. За Геродотом, скіфською богинею тотожною Афродиті Небесній (Уранії) була богиня — Аргімпаса.